# Короче (фестиваль)
«Короче» — ежегодный российский фестиваль короткометражного кино, который проводится в Калининграде с 2013 года.

## О фестивале
Фестиваль короткометражного кино «Короче» впервые прошёл в Калининграде в 2013 году. Основателем фестиваля является Станислав Воскресенский, генеральным продюсером фестиваля до 2021 года была Светлана Дрыга. В 2021 году права на проведение киносмотра получила компания «Red Carpet Studio», которую возглавляет Антон Калинкин.
Ежегодно на участие в основном конкурсе подается более 2000 работ из разных регионов России, а также участвовать могут русскоязычные авторы из других стран. Для участия в Основной конкурсной программе принимаются фильмы на русском языке продолжительностью до 24 минут. Фестиваль проходит ежегодно в конце августа и длится 3 дня. Помимо Основного конкурса, в рамках фестиваля представлена обширная внеконкурсная программа, а также специальные показы в Центральном парке для жителей города.
В жюри фестиваля в разные годы входили Елена Лядова, Петр Буслов, Александр Цыпкин, Евгений Цыганов, Владимир Вдовиченков, Борис Хлебников, Евгений Гришковец и другие. Среди победителей разных лет Алексей Нужный, Виктория Рубцова, Мария Васюкова, Никита Тамаров, Роман Артемьев и другие.
28 апреля 2016 года в прокат вышел Альманах кинофестиваля «Короче» — 7 российских фильмов — победителей фестивалей прошлых лет. Альманах шел в прокате в 35 городах России.
В 2020 году из-за пандемии он прошёл в онлайн-формате на площадке «КиноПоиск HD».
В 2023 году, помимо секции короткометражного кино, на фестивале впервые была представлена программа дебютных полнометражных фильмов.

## Номинации
- Приз за лучший фильм
- Приз за лучший сценарий
- Приз за лучшую режиссуру
- Приз за лучшую операторскую работу
- Приз за лучшую анимационную работу
- Специальный приз

## Призёры

### 2023
- Приз за лучший фильм — «Мне надо вам что-то сказать», Евгений Марьян
- Приз за лучший сценарий — «Бернаки», Андрей Лукьянов
- Приз за лучшую режиссуру — «Здесь и сейчас», Павел Королько
- Приз за лучшую операторскую работу — «БИГ», Александр Ефошкин
- Приз за лучшую анимационную работу — «Расцветшая зима», Александр Бруньковский
- Приз за лучший дебют — «Бери да помни», Байбулат Батулла
- Специальный приз — «Сказки Гофмана», Тина Барклая
- Специальный приз — «Чайка», Полина Лазарева[8]
- Диплом жюри — «Аквариум», Илья Шагалов[9][10]

### 2022
- Приз за лучший фильм — «Веселый понедельник», Софья Райзман
- Приз за лучший сценарий — «Как с Максимом х(пип)ня случилась», Виталий Дудник
- Приз за лучшую режиссуру — «Рыбалка», Георгий Болдугеров,
- Приз за лучшую операторскую работу — «Калачакра», Антон Дорушенков
- Приз за лучшую анимационную работу — «Унесённый в звёздную глубину», Сергей Анфиногентов
- Специальный приз — «Слезы капали в Фо-Бо», Сергей Филатов
- Диплом жюри — «Красная Заря», Евгения Добророднова[11]

### 2021
- Приз за лучший фильм — «Как разжечь потухший огонь», Сергей Филатов;
- Приз за лучший сценарий — «Инопланетяне среди нас. Леонардо», Анастасия Завадская;
- Приз за лучшую режиссуру — «Fлюгер», Антон Филипенко;
- Приз за лучшую операторскую работу — «Авако», Антон Дорушенков;
- Приз за лучшую анимационную работу — «Боксбалет», Антон Дьяков;
- Специальный приз с формулировкой «Чтоб не повторять» — «Фаза», Кирилл Лукин;
- Диплом жюри с формулировкой «За героя нашего времени» — «Бродяга Бро», Пётр Тимофеев[12][13].

### 2020
- Приз за лучший фильм — «Хочу домой», Татьяна Лялина[14][15];
- Приз за лучший сценарий — «Саша ищет таланты», Павел Сидоров;
- Приз за лучшую режиссуру — «Кое-что за кадром», Алексей Талызин;
- Специальный приз — «Кощей», Роман Михайлов.

### 2019
- Приз за лучший фильм — «Подводник», Александр Назаров[16][17];
- Приз за лучший сценарий — «Ограбление по тарифу», сценаристы Екатерина Михайлова и Андрей Булатов;
- Приз за лучшую режиссуру — «Болванка», Никита Власов;
- Приз за лучшую операторскую работу — «Инкогнито», оператор Марк Келим;
- Специальный приз — «Кощей», Роман Михайлов;
- Специальный приз «За честность и талант» — «Белым по чёрному», Антон Мамыкин;
- Диплом жюри — «Дичь», Ирина Ходюш;
- Диплом жюри — «Обмен», Аксинья Гог.

### 2018
- Приз за лучший фильм — «Твою мать!», Виктория Рунцова;
- Приз за лучший сценарий — «Огонь», Мария Шульгина;
- Приз за лучшую режиссуру — «Нет», Иван Петухов;
- Специальный приз с формулировкой «За самобытное творческое решение» — «Меня зовут Махаз», Инар Нармания;
- Специальный приз фестиваля от телеканала ДомКино Премиум с формулировкой "Премьера на телеканале ДомКино Премиум — «Четверг», Suro Jr;
- Диплом фестиваля — «Затаив дыхание», Алексей Соболев;
- Диплом фестиваля — «Рикошет», Тимур Джураев.

### 2017
- Приз за лучший фильм — «Лалай-Балалай», Руслан Братов[18];
- Приз за лучший сценарий — «Рёбра», Михаил Малинин;
- Приз за лучшую режиссуру — «Как я сбросил кожу», Алексей Шабаров;
- Специальный приз от партнеров фестиваля «Яндекс. Такси» — «Половинки», Байбулат Батуллин;
- Специальный приз от партнеров фестиваля «Яндекс. Такси» — «Молоко», Дарья Власова;
- Диплом фестиваля — «Гейм», Алексей Дыховичный;
- Диплом фестиваля — «Крайняя смена», Никита Тамаров;
- Диплом фестиваля — «Цугцванг», Сергей Рамз;
- Диплом фестиваля — «Update/delete», Алексей Ильин, Григорий Калинин.

### 2016
- Приз за лучший фильм — «Ну, здравствуй, Оксана Соколова!», Кирилл Васильев[19];
- Приз за лучший сценарий — «Кредит», Вадим Валиуллин;
- Приз за лучшую режиссуру — «Че», Ира Вилкова;
- Специальный приз от портала «КиноПоиск» — «Ну, здравствуй, Оксана Соколова!», Кирилл Васильев;
- Специальный приз жюри фестиваля с формулировкой «За американскую мечту» — «Расстаться с Дженни», Петр Антохин;
- Специальный приз жюри фестиваля с формулировкой «За образец мужчины» — «Жираф», Илья Силаев;
- Специальное упоминание жюри — «И пришел паук», Евгений Добророднов;
- Специальное упоминание жюри — «Весна, приходи», Дарья Разумникова, Елизавета Витальевна Клейнот;
- Специальное упоминание жюри — «Мисс коммуникейшн 2016», Александр Черноусов.

### 2015
- Приз за лучший фильм — «Portfolio», Никита Тамаров[20];
- Приз за лучший сценарий — «Петух», Алексей Нужный;
- Приз за лучшую режиссуру — «Бахыт», Руслан Бекшенов и Александр Амулин;
- Лучший иностранный фильм — «DJI. Death Sails», Дмитрий Волошин (Молдова);
- Лучшая анимация — «Два друга», Наталья Чернышева;
- Специальный приз Союза кинематографистов России — «Portfolio», Никита Тамаров.

### 2014
- Приз за лучший фильм — «Проверка», Гала Суханова (Россия);
- Приз за лучший сценарий — «Толчок», Алексей Наумов (Россия);
- Приз за лучшую режиссуру — «Ночные зимние люди», Валерий Полиенко (Россия);
- Лучший иностранный фильм — «Voice Over» («Голос за кадром»), Мартин Розет (Испания);
- Лучшая анимация — «Почему банан огрызается», Светлана Разгуляева (Россия).

### 2013
- Приз за лучший фильм — «Спаситель», Роман Артемьев;
- Приз за лучший сценарий — «Чиппендейл», Камила Сафина;
- Приз за лучшую режиссуру — «Ужин», Александр Евсеев;
- Лучшая анимация — «DJI DEATH FAILS», Дмитрий Волошин;
- Специальный приз жюри — «Арбуз», Тато Котетишвили.